# Henryk Zątek
Henryk Zątek (ur. 28 grudnia 1959 w Kętach) – ksiądz diecezji bielsko-żywieckiej, doktor teologii, działacz społeczny.
W 1985 r. otrzymał święcenia kapłańskie z rąk kard. Franciszka Macharskiego. Jako wikary pracował w kilku parafiach m.in. w Bielsku-Białej i Libiążu. W 2000 r. obronił na Papieskiej Akademii Teologicznej w Krakowie pracę doktorską z zakresu katolickiej nauki społecznej pt. Rola solidarności i pomocniczości w życiu społecznym. W tym samym roku został proboszczem w parafii św. Marcina w Jawiszowicach. W latach 2000–2012 przeprowadził gruntowną konserwację drewnianego, barokowego kościoła parafialnego wraz z wyposażeniem. Przebudował także dawny dom sióstr zakonnych i parafialne pomieszczenia gospodarcze, które przeznaczył na cele społeczne. W 2004 r. powstała tu filia Warsztatów Terapii Zajęciowej w Chełmku. W 2015 r. też świetlica opiekuńczo-wychowawcza, a w 2017 r. świetlica terapeutyczna. Placówki te prowadzi Fundacja im. Brata Alberta[niewiarygodne źródło?].
W 2015 r. odprawiał msze dla strajkujących górników w kopalni „Brzeszcze”. W kazaniu zadał wówczas retoryczne pytanie: Czy przez 25 lat wolności zrobiono dostatecznie dużo, by ustalić strategię dla tej kopalni i dla całej naszej ojczyzny?.
W 2020 r. został proboszczem parafii św. Katarzyny Aleksandryjskiej, obejmującej wiernych z wiosek Węgierska Górka i Cięcina. Został także członkiem Komisji Architektury i Sztuki Sakralnej Diecezji Bielsko-Żywieckiej. W latach 2020–2021 przyczynił się do przeniesienia drewnianej drogi krzyżowej ze Szczyrku do Schroniska dla Niepełnosprawnych w Radwanowicach, gdzie po renowacji została ona poświęcona jako Kresowa Droga Krzyżowa.
W 2015 r. został uhonorowany Medalem św. Brata Alberta za wspieranie osób niepełnosprawnych, a w 2019 r. Nagrodą Województwa Małopolskiego im. Mariana Korneckiego za ratowanie zabytków architektury drewnianej.